# 도야코정
도야코정(일본어: 洞爺湖町)는 일본 홋카이도 이부리 종합진흥국 아부타군에 속해 있는 정이다.

## 개요
이부리 종합진흥국의 서부 우치우라만 북쪽에 위치하며 도야호 해안에 도야코 온천이 있고 동쪽으로 소베츠정에 있는 우스산, 쇼와신잔 관광의 거점으로 역할을 맡고 있는 여러 관광지가 있는 도시이다. 유명한 관광지는 구 아부타정에 많고 구 도야촌은 적다.
도야호는 도야 칼데라 안에 생겨난 원형에 가까운 호수로, 중앙에 있는 나카지마의 최고점을 중심으로 도야코정과 소베쓰정으로 이등분해 도야코정의 지역이 된 것은 서쪽의 약 3분의 2이다(그 중 남쪽의 3분의 1 정도가 구 아부타정, 북쪽의 3분의 2 정도가 구 도야촌이다). 벤텐섬 전역과 나카지마, 간온섬의 일부를 포함한다. 도야호는 바다와의 거리가 가깝고 호수 표고가 84미터로 높다. 이 때문에 중심 시가지에 가까운 아오바정까지 수도 파이프를 만들어 높낮이 차를 이용한 수력발전(19,500㎾ 출력)을 하고 있다.
오샤만베정과 무로란시의 중간에 있고 이곳을 잇는 도오 자동차도, 국도 37호선, JR 무로란 본선 등이 해안을 따라 이어지고, 삿포로시에서 나카야마 고개를 넘는 나카야마 국도(국도 320호선의 일부)의 종점 등 교통의 거점지이다.
남서부(구 아부타정 남부)는 아카가와와 이타야강이 생긴 평지로 모래 해안이 있다. 도야역과 정사무소가 있는 사카에초는 이 평지의 북서부인 아카가와 오른쪽 해안에 있다. 아부타정 남단에서 다테시 우스정에 걸쳐, 분화 만에는 보기 드문 조수 차가 심한 해안선이 있다. 이 해안선은 약 7,000년 전의 우스산 폭발로 분출물이 바다에 쌓여 만들어진 지형으로 곶 모양에 나온 부분 안쪽에 아부타 어항이 만들어졌다.
도야호에 면한 동부(구 아부타정 북동부) 지역 사이에는 갑자기 솟은 칼데라 벽이 있고, 이곳을 넘는 국도 230호선은 심한 커브를 돌며 해안으로 내려 간다. 호수 남쪽 해안의 도야코 온천은 1910년 우스산의 분화 활동으로 생긴 온천으로 대형 호텔이 많다. 서쪽 해안의 쓰키우라 지구, 그 서쪽의 높은 곳의 하나와 지구, 그리고 인접한 도요우라정과 구 도야촌에 걸친 목장이 있다. 해양성 기후로 겨울이지만 적설량은 적다.

## 인접한 자치체
- 이부리 지청
  - 다테시
  - 아부타군 도요우라정
  - 우스군 소베쓰정
- 시리베시 지청
  - 아부타군 맛카리촌, 루스쓰촌

## 역사
- 2006년 3월 27일 - 아부타정과 도야촌이 합병하여 만들어졌다.
- 2007년 4월 23일 - 일본 정부는 2008년 G8 정상회담 개최지를 도야코정으로 결정했다(2008년 7월 7일 ~ 9일).

## 지리

### 강
- 이타야강(2급 하천)
- 도코탄강(준용 하천)
- 아카가와강
- 이리에강
- 호로나이강
- 고하나이강

### 산
- 고우스산(높이 557m)
- 우스산(높이 737m)
- 산카쿠산(높이 310m)

### 호수
- 도야호

### 바다
- 태평양

## 교통

### 도로
- 도오 자동차도 아부타토야코 나들목
- 국도 37호선
  - 아프타 휴게소
- 국도 230호선

### 철도
- 홋카이도 여객철도
  - 무로란 본선: 도야역 - 기타이리에 신호장

### 공항
도야코정에는 없다. 가장 가까운 공항은 신치토세 공항이다.

## 출신 인물
- 히라야마 데루치카('아크릴 장식', '야엔'의 보컬. 토야코 온천 관광 친선 대사도 맡음)
- 마쓰다 다다노리(삿포로 국제 대학 관광학부 교수(온천 문화론), 온천 평론가, 닌텐도 DS용 소프트 《전국 어디든지 온천 수첩》 감수)